# تومي هو
تومي هو (بالإنجليزية: Tommy Ho)‏ مواليد 17 يونيو 1973 في فلوريدا، الولايات المتحدة، هو لاعب كرة مضرب أمريكي سابق بدأ مسيرته كمحترف سنة 1988 وكان يلعب باليد اليسرى، اعتزل اللعب في 1998. أعلى تصنيف له في الفردي كان المركز الـ 85 في سنة 1995.

## روابط خارجية
- تومي هو على موقع رابطة محترفي التنس (الإنجليزية)
- تومي هو على موقع الاتحاد الدولي لكرة المضرب (الإنجليزية)
- تومي هو على موقع خلاصة التنس.كوم (الإنجليزية)